# Vrícko
Vrícko je obec na Slovensku v okrese Martin. Tvoří ji dvě části: Samotné Vrícko a Predvrícko. Nachází se v Lúčanské Malé Fatře 9 kilometrů na západ od Kláštora pod Znievom. Protéká jí potok Vríca.
Téměř na konci obce se nachází klášter Milosrdných sestier sv. Vincenta de Pal-Satmárky. V obci sídlí i Charitní dům a kongregace komunity Rodina Nepoškvrnenej. Vrícko se nachází v prostředí člověkem málo dotčené přírody.
V blízkosti se nachází Kľacký vodopád, který je vysoký 30 metrů.

## Historie
Obec vznikla na konci 14. století. První písemná zmínka pochází z roku 1594. Nejdříve vlastnili obec Jezuité sídlící v Kláštore pod Znievom. Vrícko jako součást Hauerlandu bylo osídlené převážně německým obyvatelstvem, které bylo po druhé světové válce odsunuté. Němci, kteří obývali obec Vrícko ji nazývali Munichwiese (Mnichova Lúka).

## Památky
- Renesanční římskokatolický kostel svatého Bartoloměje, ze 17. století, rozšířený a upravený v roce 1799[4]
- Zachovaná zvonice z 19. století.
- Srubové domy z 19. století.

## Název
Vývin názvu obce
- 1773 – Vriczka, Vriszka, Minich-Wiesen, Wriczko
- 1786 – Wriczka, Münichwiesen
- 1808 – Vriczko, Münichwiesen, Wřícko
- 1863 – Wricko
- 1873 – 1907 Vrickó
- 1913 – Turócremete
- 1920 – Vrícko

## Obyvatelstvo
| Rok            | 1869 | 1880 | 1890 | 1900 | 1910 | 1921 | 1930 | 1950 | 1961 | 1970 | 1980 | 1991 | 2001 |
| Počet obyvatel | 1625 | 1674 | 1874 | 2084 | 2052 | 1969 | 2172 | 202  | 523  | 455  |      | 422  | 401  |
| Počet domů     |      | 164  | 140  | 335  | 380  | 374  | 426  | 235  | 139  | 125  |      | 132  | 161  |

Výrazný pokles počtu obyvatel nastal po druhé světové válce. Poválečný odsun Němců způsobil, že karpatskou oblast opustilo až 90% Němců, kteří museli opustit Slovensko. Přesídlení se nevyhnuli ani obyvatelé Vrícka.